# Energia inopina
Energia inopina är en fjärilsart som beskrevs av Walsingham 1912. Energia inopina ingår i släktet Energia och familjen plattmalar. Inga underarter finns listade i Catalogue of Life.